# Kroniki Czterech Mistrzów

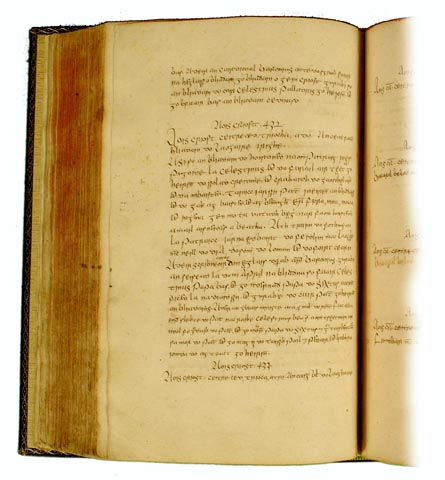
Wpis do Kronik dot. roku 432

Kroniki Czterech Mistrzów lub Kroniki Królestwa Irlandii przez Czterech Mistrzów spisane (ang. The Annals of the Four Masters, irl. Annala Rioghachta Éireann) – kroniki średniowiecznej historii Irlandii. Wpisy rozciągają się pomiędzy datą Potopu w 2242 A.M. a rokiem 1616 n.e., jednak uważa się, że najwcześniejsze dotyczą ok. 550 roku n.e.
Kroniki to w większości zbiór wcześniejszego dziejopisarstwa, jednakże znajdują się w nich również fragmenty oryginalnie spisane przez autorów. Zbierano je w latach 1632–1636 w klasztorze franciszkanów w hrabstwie Donegal. Wpisy dotyczące XII wieku i czasów wcześniejszych pochodzą ze średniowiecznych kronik klasztornych. Wpisy późniejsze pochodzą z dokumentów iryjskiej arystokracji (np. Kroniki Ulsteru), natomiast siedemnastowieczne opierają się na prywatnych kolekcjach i obserwacjach.
Głównym autorem kronik był Michael O'Clery, w pracy pomagali mu Peregrine O’Clery, Fergus O’Mulconry i Peregrine O'Duignan. Mimo iż tylko Michael O’Cleary był franciszkaninem wkrótce stali się znani jako czterej mnisi, oryginalnie w gaelickim Na Ceithre Maistir. Angielska wersja określenia brzmiała The Four Masters (Czterej Mistrzowie); później nazwa ta została związana z samymi kronikami. Patronem projektu był Fearghal Ó Gadhra, hrabia Sligo.

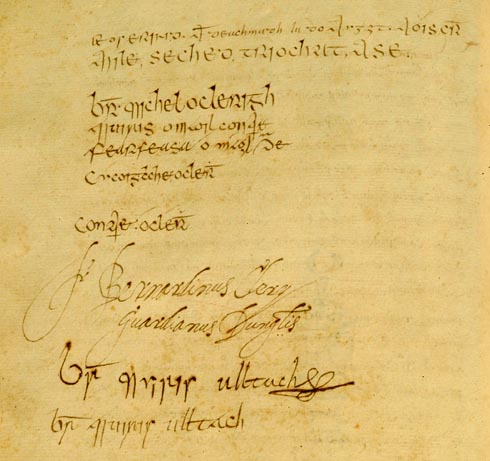
Strona z podpisami autorów

W oryginale kroniki zostały spisane w języku iryjskim. Istnieją kopie manuskryptów, które znajdują się w Trinity College w Dublinie, Royal Irish Academy i w University College Dublin.
Pierwsze znaczące tłumaczenie na język angielski (poczynając od roku 1171 n.e.) zostało opublikowane przez Owena Connellana w 1846 roku. W skład tłumaczenia Connellana wchodzą kompletne kroniki od XI do XVII wieku, było ono jedyną wersją posiadającą czterokolorowe czcionki oraz załączoną dużą składaną mapę z zaznaczonymi lokacjami rodzin w Irlandii. Niemal zapomniana przeleżała ponad 150 lat, ale ostatecznie została ocalona i ponownie opublikowana na początku XXI wieku. Translacja Connellana doczekała się kontynuacji w postaci pełnego tłumaczenia autorstwa historyka Johna O’Donovana.